# Dharmist

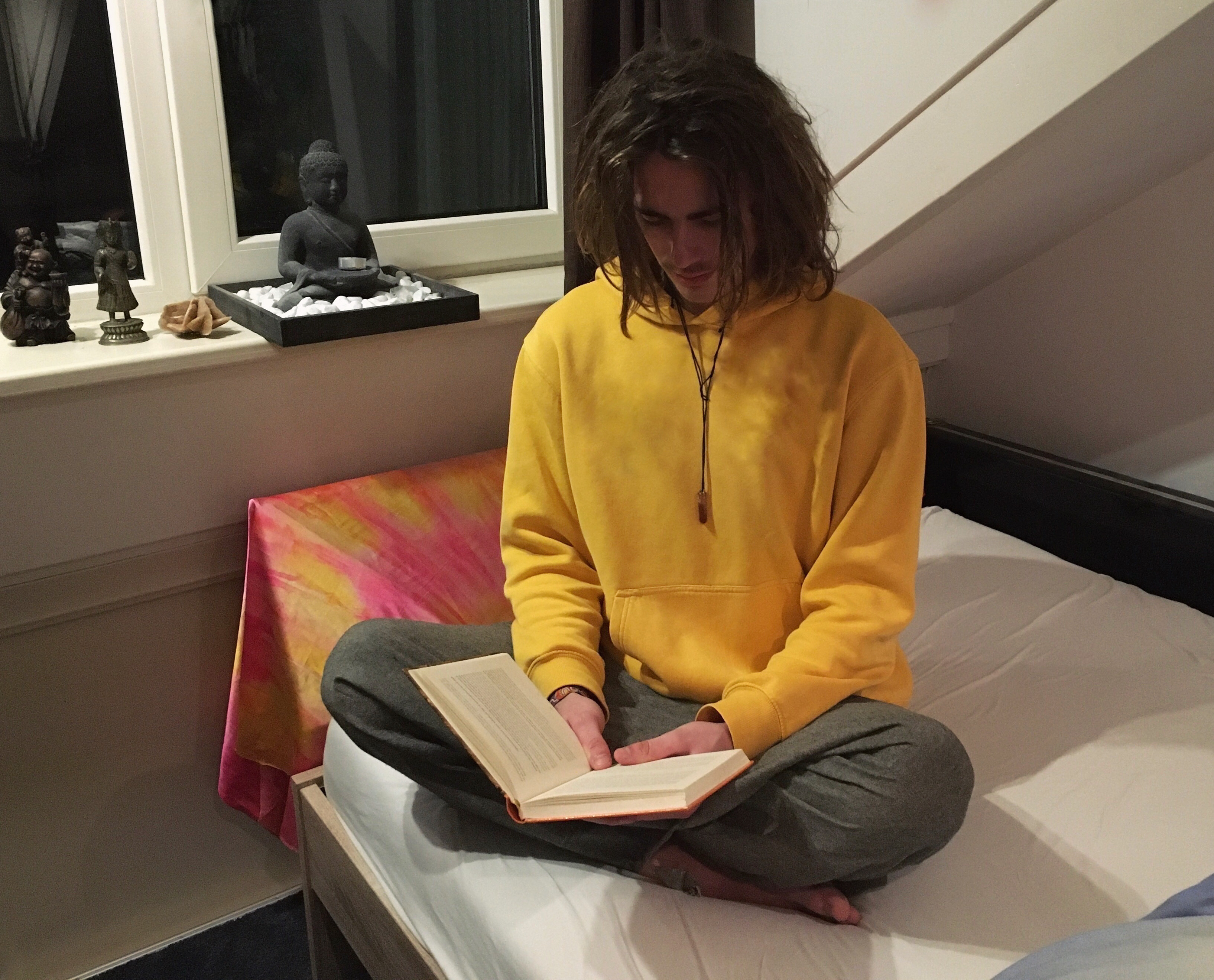
Een dharmist in Nederland.

 Een dharmist  is een persoon die buiten de visie en uitleg van een bestaande boeddhistische school of stroming zelfstandig de dharma bestudeert en beoefent. Strikt genomen zijn dharmisten daarom geen boeddhisten.

## Herkomst
Het ontstaan van het begrip 'dharmist' vertoont een sterke samenhang met het ontstaan van het westers boeddhisme, waarin de beoefening van de dharma niet alleen is voorbehouden aan boeddhistische kloosterlingen. De integratie van het boeddhisme in een westerse manier van leven en denken bracht onvermijdelijke veranderingen en nieuwe opvattingen met zich mee; deze ontwikkelingen zijn echter nog steeds in beweging. Bovendien is het boeddhisme sinds de loop van haar geschiedenis al aan veranderingen onderhevig geweest. De term 'dharmist' valt binnen de nieuwe spiritualiteit: een moderne vorm van religiositeit waarin aan de hand van vele bronnen en tradities een eigen transcendente levensbeschouwing kan worden samengesteld.

## Typen dharmisten
Een dharmist kan zelf een levenswijze ontwikkelen op basis van een eigen interpretatie van de dharma. Hierin zijn talloze manieren en vormingen mogelijk. Ook boeddhisten met een puristische opvatting van de dharma, of mensen die zich boeddhist noemen maar niet verbonden zijn aan een sangha, kan men beschouwen als dharmisten. Eveneens kunnen beoefenaars van een eclectische vorm van spiritualiteit dharmist genoemd worden wanneer zij inspiratie ontlenen aan de boeddhistische leer. 

### Eigen interpretatie
Dharmisten leggen de nadruk op een 'eeuwige' of 'oorspronkelijke' essentie van de dharma, en niet op een tijdelijke organisatie of traditie. Deze nadruk werd onder andere verwoord door S.N. Goenka. Hij ziet zichzelf als hindoe die de dharma van Gautama Boeddha bestudeert:
Vraag: U hebt het steeds over de Boeddha. Onderwijst u het boeddhisme?
Antwoord: Ik onderwijs de Dhamma, dat is wat Boeddha heeft onderwezen. Hij heeft nooit enig "isme" of een sektarische doctrine onderwezen. Het gaat bij de leer van Boeddha om de Dhamma, niet om het "isme".
De dharma heeft een universeel karakter. In principe zou iemand aanhanger moeten kunnen zijn van een godsdienst en tegelijkertijd ook de dharma moeten kunnen volgen. De veertiende dalai lama zei in een interview met Thomas Laird uit 2005 dat iemand zeer goed christen of moslim kan zijn en tegelijkertijd ook de dharma kan bestuderen en beoefenen. Een dergelijk iemand noemt de dalai lama in dat interview een 'dharmist' en geen 'boeddhist'.
Dharmisten laten zich veelal inspireren door de onderstaande standaardbeschrijving van de Dhamma, zoals die vaak in de Pali-canon wordt gebruikt.

De Dhamma is goed beschreven door de Gezegende (de Boeddha):

Waarneembaar in het hier en nu,

Tijdloos,

Aanmoedigend tot onderzoek,

Voorwaarts leidend,

Door de wijzen zelf te ervaren.

Veel dharmisten zien hierin argumenten om geen formeel boeddhist te worden. Naar hun mening dienen beperkende regels, normeringen, dogmatiek, ethiek en sociale structuur losgelaten te kunnen worden om de dharma goed te kunnen volgen. Vaak vinden dharmisten dat veel boeddhistische stromingen hier automatisch mee gepaard gaan. Om die reden volgen zij wel de Boeddha en zijn leer, maar wensen zij zich niet aan te sluiten bij een van de daaruit voortgekomen scholen en/of stromingen. Hiermee zijn dharmisten een voorbeeld van volgers van een ongebonden vorm van spiritualiteit; ze kiezen bestaande vormen en tradities om een nieuwe vorm van boeddhisme te creëren, die aansluit bij hun eigen overtuigingen.

### Puristische visie
Personen met een kritische, puristische interpretatie van het boeddhisme ('puristische boeddhisten') kunnen ook gezien worden als dharmisten. Puristische boeddhisten menen doorgaans dat er te veel culturele elementen in de verschillende boeddhistische scholen en tradities zijn ingeslopen. Elk boeddhistisch land belijdt overigens een ietwat andere vorm van het boeddhisme; dit is deels cultureel bepaald. Puristen binnen het boeddhisme richten zich daarom vaak alleen maar op de Pali-canon, om zo zuiver mogelijk, zonder invloed van cultuur, de dharma te kunnen bestuderen. Doordat de canon inmiddels in vele talen is vertaald en tevens op het internet te vinden is, neemt deze groep dharmisten in aantal toe.

### Ongebonden boeddhisme
Mensen die zich toch 'boeddhist' noemen, maar geen direct contact met een sangha onderhouden, worden dikwijls ook als dharmisten beschouwd. Dit geldt tevens voor personen voor wie deze ongebonden vorm van het boeddhisme geen principiële keuze is. Deze dharmisten (meestal afkomstig uit de westerse wereld) worden vaak geassocieerd met de nieuwe spiritualiteit (new age-beweging).

### Eclectische spiritualiteit
Ten slotte bestaan er mensen die naast de dharma op een eclectische wijze verschillende bronnen en elementen gebruiken uit allerlei andere spirituele en/of filosofische stromingen. Zo zijn er veel aanhangers van de nieuwe spiritualiteit die (veel) inspiratie putten uit het boeddhisme, maar ook uit verscheidene andere spirituele gemeenschappen en stromingen. Dit kan men ook beschouwen als dharmisten. Deze groep van eclectici beoefenen evenzeer een vorm van ongebonden spiritualiteit. Een voorbeeld hiervan is de Amerikaanse leraar Andrew Cohen. Cohen is van joodse afkomst, werd gevormd door de Advaita Vedanta en is mede geïnspireerd is door het boeddhisme.

## Kritiek
De ongebonden en vaak autonome leerwijze van dharmisten wijkt af van de boeddhistische traditie, waarin de formele overlevering van de leer van leraar/lerares op leerling vaak van groot belang wordt geacht. Vele boeddhistische tradities stellen ook dat het deelnemen aan een sangha, en het naleven van de vijf voorschriften, essentieel is voor een goede overdracht en beoefening van de dharma. Ondanks de eerdergenoemde kritiekpunten op dharmisten gaat het boeddhisme wel uit van het bestaan een pratyeka-boeddha: een verlichte die op eigen kracht, zonder leerkracht(en), verlichting bereikt. 
De totaalvisie van een dharmist, om buiten de visie en uitleg van een bestaande boeddhistische stroming of school zelfstandig de dharma te bestuderen, wordt soms gezien als een (te) idealistisch standpunt omtrent de dharmakaya. Ook wordt de visie van een dharmist door sommigen beschouwd als een uiting van westers individualisme en romantiek.
Volgens sommige critici wordt er via citaten (van bijvoorbeeld de dalai lama of de Pali-canon) uiteindelijk ook door dharmisten zelf een beroep gedaan op de traditie, om geloofwaardigheid te verkrijgen. Dit is een gebruikelijk verschijnsel in geloofsbewegingen, om een zogeheten plausibiliteitsstructuur op te bouwen. Iets vergelijkbaars ziet men in het christendom, waar apocriefe Bijbelboeken worden toegeschreven aan  bekende Bijbelse personages, zoals Henoch, om zodoende de geloofwaardigheid te vergroten. Zulke geschriften worden pseudepigrafen genoemd.

## Verder lezen
- Van de Donk, W.B.H.J., Jonkers, A.P., Kronjee, G.J., & Plum, R.J.J. (2006). Geloven in het publieke domein. Amsterdam: AUP. ISBN 978-9053569368.
- (en) Faure, B. (1991). The Rhetoric of Immediacy: A Cultural Critique of Chan/Zen Buddhism. Princeton, New Jersey: Princeton University Press. ISBN 978-0691029634.
- (en) Yoshinori, T. (1999). Buddhist Spirituality - Later China, Korea, Japan and the Modern World. Delhi: Motilal Banarsidass Publishers Private Limited. ISBN 978-0824515966.